# Cadillac Sixty Special (1987)
Cadillac Sixty Special – samochód osobowy klasy luksusowej produkowany pod amerykańską marką Cadillac w latach 1987 – 1993.

## Historia i opis modelu

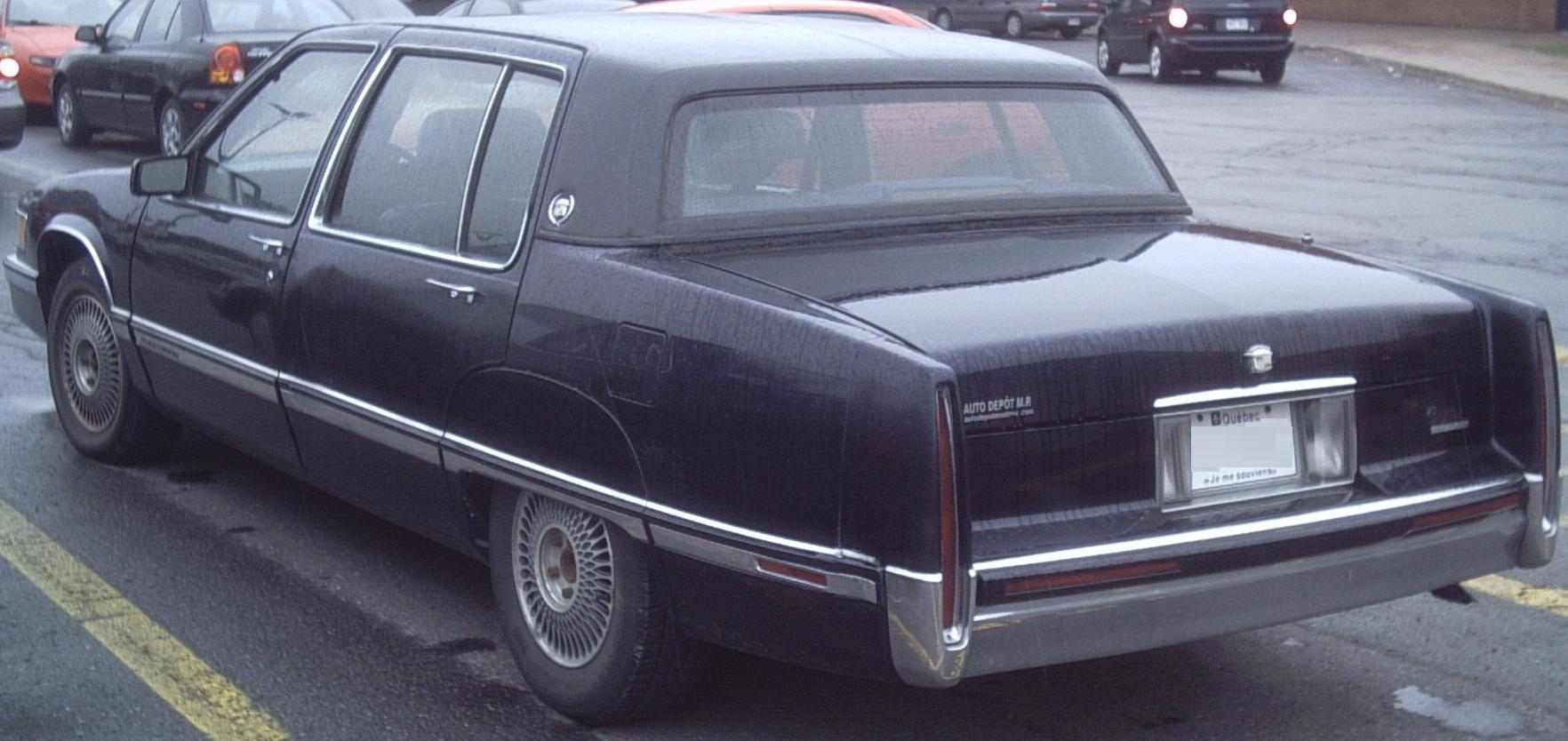
Cadillac Sixty Special - tył

Po 11-letniej przerwie, w 1987 roku Cadillac zdecydował się powrócić do oferowania modelu Sixty Special, który ponownie uplasował się w ofercie marki jako topowa, luksusowa limuzyna. Samochód powstał na platformie C-body, na której zbudowano także pokrewny model DeVille. Przez trwającą 5 lat produkcję nowego Cadillaka Sixty Special powstało wiele edycji limitowanych, a małoseryjna produkcja trwała do czerwca 1993 roku.

### Wersje wyposażeniowe
- Base
- Advance

### Silniki
- V6 4.1l HT-400
- V8 4.3l LS2
- V8 4.5l L45
- V8 4.9l L26